# Greg Drummond
Greg Drummond, född den 3 februari 1989 i Dundee, Skottland, är en brittisk curlingspelare.
Han tog OS-silver i herrarnas curlingturnering i samband med de olympiska curlingtävlingarna 2014 i Sotji.